# Katowice Open 2015
Katowice Open 2015 byl tenisový turnaj pořádaný jako součást ženského okruhu WTA Tour, který se hrál v aréně Spodek na krytých tvrdých dvorcích. Konal se mezi 6. až 12. dubnem 2015 v polských Katovicích jako 3. ročník turnaje.
Turnaj s rozpočtem 250 000 dolarů patřil do kategorie WTA International Tournaments. Nejvýše nasazenou hráčkou ve dvouhře se stala světová osmička Agnieszka Radwańská z Polska, kterou v semifinále vyřadila Camila Giorgiová. Premiérovou trofej kariéry na okruhu WTA vyhrála slovenská hráčka Anna Karolína Schmiedlová Deblovou soutěž opanovala belgicko-nizozemská dvojice Ysaline Bonaventureová a Demi Schuursová.

## Distribuce bodů a finančních odměn

### Distribuce bodů
| Soutěž  | vítězky | finalistky | semifinalistky | čtvrtfinalistky | 16 v kole | 32 v kole | Q  | Q3 | Q2 | Q1 |
| ------- | ------- | ---------- | -------------- | --------------- | --------- | --------- | -- | -- | -- | -- |
| dvouhra | 280     | 180        | 110            | 60              | 30        | 1         | 18 | 14 | 10 | 1  |
| čtyřhra | 280     | 180        | 110            | 60              | 1         | —         | —  | —  | —  | —  |

### Finanční odměny
| Soutěž                                | vítězky | finalistky | semifinalistky | čtvrtfinalistky | 16 v kole | 32 v kole | Q2   | Q1   |
| ------------------------------------- | ------- | ---------- | -------------- | --------------- | --------- | --------- | ---- | ---- |
| dvouhra                               | $43 000 | $21 400    | $11 300        | $5 900          | $3 310    | $1 925    | $730 | $530 |
| čtyřhra                               | $12 300 | $6 400     | $3 435         | $1 820          | $960      | —         | —    | —    |
| částky ve čtyřhře jsou uváděny na pár |         |            |                |                 |           |           |      |      |

## Ženská dvouhra

### Nasazení
| Stát                           | Hráčka                    | WTA | Nasazení |
| ------------------------------ | ------------------------- | --- | -------- |
| Polsko                         | Agnieszka Radwańská       | 8.  | 1.       |
| Francie                        | Alizé Cornetová           | 24. | 2.       |
| Itálie                         | Camila Giorgiová          | 37. | 3.       |
| Slovensko                      | Magdaléna Rybáriková      | 47. | 4.       |
| Estonsko                       | Kaia Kanepiová            | 51. | 5.       |
| Itálie                         | Karin Knappová            | 55. | 6.       |
| Belgie                         | Kirsten Flipkensová       | 57. | 7.       |
| Slovensko                      | Anna Karolína Schmiedlová | 58. | 8.       |
| Žebříček WTA k 23. březnu 2015 |                           |     |          |

### Jiné formy účasti
Následující hráčky obdržely divokou kartu do hlavní soutěže:
- Magdalena Fręchová
- Urszula Radwańská

Následující hráčka nastoupila v hlavní soutěži v důsledku žebříčkové ochrany:
- Věra Zvonarevová

Následující hráčky postoupily z kvalifikace:
- Magda Linetteová
- Šachar Pe'erová
- Petra Martićová
- Nigina Abdurajmovová
  -  Jelizaveta Kuličkovová – jako šťatná poražená

### Odhlášení
před zahájením turnaje
- Vitalija Ďjačenková → nahradila ji María Teresa Torrová Florová
- Océane Dodinová (zánět ucha) → nahradila ji Jelizaveta Kuličkovová
- Julia Görgesová → nahradila ji Denisa Alertová
- Johanna Larssonová → nahradila ji Anna-Lena Friedsamová
- Karolína Plíšková → nahradila ji An-Sophie Mestachová
- Francesca Schiavoneová → nahradila ji Misaki Doiová

## Ženská čtyřhra

### Nasazení
| Stát                                                                       | Hráčka                     | Stát     | Hráčka                 | WTA  | Nasazení |
| -------------------------------------------------------------------------- | -------------------------- | -------- | ---------------------- | ---- | -------- |
| Polsko                                                                     | Klaudia Jansová-Ignaciková | Francie  | Kristina Mladenovicová | 55.  | 1.       |
| Česko                                                                      | Klára Koukalová            | Česko    | Kateřina Siniaková     | 125. | 2.       |
| Ukrajina                                                                   | Ljudmyla Kičenoková        | Ukrajina | Nadija Kičenoková      | 146. | 3.       |
| Ukrajina                                                                   | Julia Bejgelzimerová       | Česko    | Eva Hrdinová           | 184. | 4.       |
| Žebříček WTA k 23. březnu 2015; číslo je součtem umístění obou členek páru |                            |          |                        |      |          |

### Jiné formy účasti
Následující pár obdržel divokou kartu do hlavní soutěže:
- Magdalena Fręchová /  Katarzyna Kawová

## Přehled finále

### Ženská dvouhra
- Anna Karolína Schmiedlová vs.  Camila Giorgiová, 6–4, 6–3

### Ženská čtyřhra
- Ysaline Bonaventureová /  Demi Schuursová vs.  Gioia Barbieriová /  Karin Knappová, 7–5, 4–6, [10–6]